# Termésréz
A termésréz azon kevés elem közé tartozik, melyek a természetben elemi állapotban megtalálhatók. Kristályos formában ritka, de ekkor oktaéder vagy kocka alakú, így a szabályos kristályrendszerbe sorolják, a terméselemek ásványosztályon belül a fémek ásványcsoportba. Jellemzője az ágas-bogas (dendrides), gumós, tömbös kialakulás. Könnyen megmunkálható, az emberi fémalkalmazás legkorábbi tárgya volt.

## Keletkezése
Hidrotermás vagy másodlagos kialakulású. Elsődleges a hidrotermális réz, főleg bázisos magmás kőzetekhez kötődik, gyakran epigén cementáció eredménye. Gyakori a rézérctelepek oxidációs zónájában másodlagos keletkezése.

## Előfordulása
Véletlenszerűen előforduló ásványfajta. Legnagyobb tömbös formájának példányát (több tonnás darab) az Amerikai Egyesült Államokban a michigani Keweenaw-félszigeten találták, Arizonában és New Jerseyben gyakori volt. Előfordulások voltak Svédországban. Dendrides előfordulása Olaszországban Pisa környékén, Németországban, Oroszországban az Urál-hegységben, Zambiában, Chilében.

### Magyarországon
Hazánkban a Mátrában az Aszalás-hegy vízmosásaiban találtak néhány grammos pikkelyektől a legnagyobb 17 kilogrammos tömbig szépen fejlett darabokat, ma is gyűjthetők kisebb hömpölyei. A recski Lahóca bányában 24 tonna cementációs termésrezet fejtettek ki, köztük egy 11,2 kilogrammos darabot is, de több helyen találtak ágas-bogas példányokat. Rudabányán a bányaműveletek közben egész üregrendszereket találtak termésrézzel, melyekben ágas-bogas, vese alakú, haj- és drót alakú, néha több kilogrammos darabokat leltek. Ritkán kristályhalmazokat is találtak, melynek példányait hazai és külföldi múzeumokban őrzik. A Velencei-hegységben és Szabadbattyánban is találtak kisebb foltokban termésrezet.

## Különleges tulajdonságai

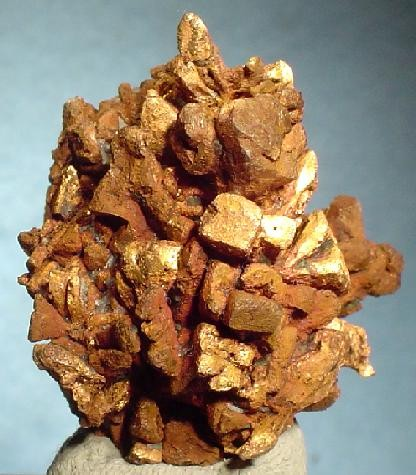
Kristályos kifejlődésű termésréz

Jól nyújtható, könnyen megmunkálható. Az elektromosságot és a hőt jól vezeti.

## Felhasználása
Elektronikában, elektrotechnikában, arany ötvözésénél.

## Kísérő ásványok
Kuprit, malachit, kalkozin, azurit, limonit, kalcit.